# Live 1.0
Albums de Calogero
3
(2005) Pomme C
(2007)
Live 1.0, est le premier double album live de Calogero enregistré les 15 et 16 mars 2005 à Forest National (Bruxelles). 23 chansons y sont regroupées incluant 3 titres en bonus, dont deux duos avec La Grande Sophie (Du courage) et Raphael (Sur la route, l'originale étant de Raphael et Jean-Louis Aubert). Les autres chansons sont issues de ses trois albums, particulièrement Calogero et 3. À noter que Du côté de chez Swan est une reprise de Dave et Bruxelles, une reprise de Dick Annegarn.
L'album atteindra le sommet du classement français, ainsi que celui de la Belgique francophone.
Un DVD portant le même titre Live 1.0 est sorti le 7 novembre 2005. Il sera certifié DVD de diamant. 

## Liste des titres

### Disque 1
| No  | Titre                               | Paroles                                      | Musique                | Durée |
| --- | ----------------------------------- | -------------------------------------------- | ---------------------- | ----- |
| 1.  | Un jour parfait                     | Raphael                                      | Calogero - Gioacchino  | 5:36  |
| 2.  | De cendres et de terre              | Joëlle Kopf - Julie d'Aimé - Lionel Florence | Calogero               | 4:48  |
| 3.  | Il bat                              | Zazie                                        | Calogero - Gioacchino  | 4:22  |
| 4.  | Qui parlait                         | Lionel Florence                              | Calogero - Michel Aymé | 4:57  |
| 5.  | Tien An Men                         | Lionel Florence                              | Calogero - Gioacchino  | 5:06  |
| 6.  | À la gueule des noyés               | Patrice Guirao                               | Calogero - Gioacchino  | 5:06  |
| 7.  | Aussi libre que moi                 | Alana Filippi - Lionel Florence              | Calogero - Gioacchino  | 7:02  |
| 8.  | Les hommes endormis                 | Zazie - Patrice Guirao                       | Calogero - Gioacchino  | 5:20  |
| 9.  | Si seulement je pouvais lui manquer | Michel Jourdan - Julie d'Aimé                | Calogero - Gioacchino  | 4:03  |
| 10. | Une dernière chance                 | Françoise Hardy                              | Calogero               | 6:31  |

### Disque 2
| No  | Titre                                             | Paroles               | Musique               | Durée |
| --- | ------------------------------------------------- | --------------------- | --------------------- | ----- |
| 1.  | Face à la mer (en duo avec Passi)                 | Passi - Alana Filippi | Calogero - Gioacchino | 3:59  |
| 2.  | Du côté de chez Swan                              | Patrick Bird          | Michel Cywie          | 3:57  |
| 3.  | Prendre l'air                                     | Michel Garamon        | Calogero              | 4:56  |
| 4.  | Devant toi                                        | Zazie                 | Calogero              | 6:39  |
| 5.  | Prendre racine                                    | Patrice Guirao        | Calogero - Gioacchino | 5:27  |
| 6.  | Safe sex                                          | Lionel Florence       | Calogero - Gioacchino | 5:19  |
| 7.  | Le secret                                         | Christine Lidon       | Calogero              | 8:31  |
| 8.  | Le plus beau jour                                 | Alana Filippi         | Calogero              | 4:15  |
| 9.  | En apesanteur                                     | Alana Filippi         | Calogero - Gioacchino | 4:46  |
| 10. | Yalla                                             | Lionel Florence       | Calogero              | 9:44  |
| 11. | Du courage (en duo avec La Grande Sophie - bonus) | La Grande Sophie      | La Grande Sophie      | 3:52  |
| 12. | Sur la route (en duo avec Raphael - bonus)        | Raphael               | Raphael               | 4:33  |
| 13. | Bruxelles (bonus)                                 | Dick Annegarn         | Dick Annegarn         | 2:45  |